# Diocesi di Jinzhou
La diocesi di Jinzhou (in latino: Dioecesis Geholensis) è una sede della Chiesa cattolica in Cina suffraganea dell'arcidiocesi di Shenyang. Nel 1950 contava 31.845 battezzati su 5.235.341 abitanti. La sede è vacante.

## Territorio
La diocesi comprende parte della provincia cinese di Liaoning.
Sede vescovile è la città di Jinzhou.

## Storia
Il vicariato apostolico della Mongolia Orientale fu eretto l'11 dicembre 1883 con il breve Quo sacra missio di papa Leone XIII, ricavandone il territorio dal vicariato apostolico della Mongolia (oggi diocesi di Chongli-Xiwanzi).
Il 12 dicembre 1914 i confini tra i vicariati della Mongolia centrale e della Mongolia orientale furono ristabiliti con il decreto Decrevit haec della Sacra Congregazione per la Propagazione della Fede.
Il 3 dicembre 1924 ha assunto il nome di vicariato apostolico di Jehol in forza del decreto Vicarii et Praefecti della Congregazione di Propaganda Fide.
Il 9 luglio 1928, il 2 agosto 1929 e il 21 gennaio 1932 ha ceduto porzioni del suo territorio a vantaggio dell'erezione rispettivamente della missione sui iuris di Qiqihar (oggi prefettura apostolica), della prefettura apostolica di Szepingkai (oggi diocesi di Siping) e della prefettura apostolica di Chifeng (oggi diocesi). Il 26 marzo 1932 cedette ancora una porzione del suo territorio alla prefettura apostolica di Szepingkai..
L'11 aprile 1946 il vicariato apostolico è stato elevato a diocesi con la bolla Quotidie Nos di papa Pio XII.
Nel 1981, con il ristabilimento della liceità dei culti in Cina, il governo cinese ha preteso di unificare, senza il consenso della Santa Sede, le diocesi di Fushun, Jinzhou e Yingkou con l'arcidiocesi di Shenyang, che al contempo avrebbe assunto il nuovo nome di arcidiocesi di Liaoning.
L'8 settembre 2018 ha ceduto un'altra porzione del suo territorio a vantaggio dell'erezione della diocesi di Chengde.

## Cronotassi dei vescovi
Si omettono i periodi di sede vacante non superiori ai 2 anni o non storicamente accertati.
- Théodore-Herman Rutjes, C.I.C.M. † (11 dicembre 1883[6] - 4 agosto 1896 deceduto)
- Conrad Abels, C.I.C.M. † (9 luglio 1897[7] - 4 febbraio 1942 deceduto)
- Louis Janssens, C.I.C.M. † (4 febbraio 1942 succeduto - 9 gennaio 1948 dimesso[8])
- Joseph Julian Oste, C.I.C.M. † (9 aprile 1948 - 19 gennaio 1971 deceduto)
  - Sede vacante
  - John Zhao You-min † (22 giugno 1958 consacrato - 8 marzo 1988 deceduto) (vescovo ufficiale)
  - Paul Liu Shu-he † (1982 - 2 maggio 1993 deceduto) (amministratore apostolico clandestino)

## Statistiche
La diocesi nel 1950 su una popolazione di 5.235.341 persone contava 31.845 battezzati, corrispondenti allo 0,6% del totale.
| anno | popolazione | popolazione | popolazione | presbiteri | presbiteri | presbiteri | presbiteri                | diaconi | religiosi | religiosi | parrocchie |
| anno | battezzati  | totale      | %           | numero     | secolari   | regolari   | battezzati per presbitero | diaconi | uomini    | donne     | parrocchie |
| ---- | ----------- | ----------- | ----------- | ---------- | ---------- | ---------- | ------------------------- | ------- | --------- | --------- | ---------- |
| 1950 | 31.845      | 5.235.341   | 0,6         | 76         | 20         | 56         | 419                       |         | 47        | 46        | 40         |